# Mozer
José Carlos Nepomuceno Mozer, mais conhecido como Mozer (Rio de Janeiro, 19 de setembro de 1960), é um ex-futebolista e ex-treinador brasileiro de futebol. Atuava como zagueiro e jogou no Clube de Regatas do Flamengo, Sport Lisboa e Benfica e Olympique de Marseille, entre outros. Também foi gerente de futebol do Flamengo de julho de 2016 a março de 2018.

## Carreira

### Como jogador

#### Flamengo
Desprezado nas categorias de base do Botafogo por causa de seu porte físico franzino, Mozer chegou ao Flamengo em 1975. Teve que disputar posição com outros grandes jogadores como Rondinelli, Marinho, Luís Pereira e Figueiredo, contudo, na metade de 1981, já era um dos zagueiros titulares do Mengão. Fez parte da campanha vitoriosa do Flamengo na Taça Libertadores da América em 1981, que levou o rubro-negro à decisão da Copa Intercontinental. Mozer foi titular naquela memorável partida contra o Liverpool, que garantiu o Flamengo no Hall dos times campeões mundiais.
Mozer deixou o Flamengo com 292 jogos, 166 vitórias, 168 empates e 58 derrotas; 21 gols. Ele foi a segurança na zaga do histórico Flamengo do início dos anos 1980. Venceu pelo Rubro-Negro os Campeonatos Brasileiros de 1980, 1982, 1983, Copa Libertadores da América 1981, Mundial 1981 e Campeonato Carioca de 1981 e 1986.

#### Benfica
Em 1987, Mozer saiu do Flamengo e foi jogar no Benfica, tradicional clube de Portugal. Impecável na marcação, o zagueiro conquistou o coração dos portugueses e título de campeão português na temporada 1988/89, passando a ser idolatrado pela torcida do Benfica.

#### Olympique de Marseille
Deixou o clube português três anos depois, quando foi vestir a camisa do Olympique de Marseille, por uma taxa de transferência de 25 milhões de francos. Neste novo clube, Mozer sagrou-se tricampeão francês e recebeu o sugestivo apelido de Muralha.

#### Retornou ao Benfica
Retornou ao Benfica em 1992, para a alegria dos torcedores do clube, que viram Mozer conquistar mais dois títulos pelo clube: o Campeonato Português de 1993/94 e a Taça de Portugal de 1992/93.

#### Kashima Antlers
Em seguida, o jogador decidiu encarar o desafio de jogar no futebol japonês e assinou contrato com o Kashima Antlers, clube gerenciado pelo velho amigo Zico. Aos 36 anos, Mozer encerrou sua carreira com a conquista do Campeonato Japonês de 1996.

### Como treinador
Após encerrar sua carreira de jogador, Mozer retornou a Lisboa e abriu um restaurante.
Em 2000 foi auxiliar de José Mourinho no Benfica. O primeiro jogo foi a 23 de setembro de 2000, no Estádio do Bessa, frente ao Boavista, tendo o Benfica perdido por 1 a 0.
Quando começa a conquistar a torcida benfiquista (especialmente depois da vitória contra o rival Sporting por 3 a 0) há eleições no Benfica, que terminam com vitória de Manuel Vilarinho, para suceder o então presidente João Vale e Azevedo. Mourinho sai do Benfica após 9 jogos, juntamente com o ex-zagueiro.
Ainda durante essa época, segue com Mourinho para a União de Leiria, no qual viria a assumir funções em 2001/2002, mantendo-se até janeiro deste último ano. Nessa altura Mourinho entra no Porto, porém Mozer não segue o treinador e interrompe a carreira de técnico.
Então, após vários anos afastado do futebol, mais precisamente em 24 de outubro de 2006, Mozer decidiu aceitar a proposta de treinar a equipe angolana do Interclube, na primeira divisão do Girabola.
Em julho de 2009, Mozer acertou a sua transferência para treinar o clube marroquino Raja Casablanca, porém dura pouco tempo na função. Após um ano de inatividade, acertou a sua transferência para treinar o clube português Naval em janeiro de 2011, deixando o cargo após 14 partidas e não conseguindo evitar a queda do time à Liga Vitalis. Seu último cargo foi no Portimonense, onde permaneceu durante 2 meses, e também não conseguiu impedir o rebaixamento do clube algarvio à segunda divisão nacional. Após deixar o Portimonense, encerra a carreira de técnico e passou a trabalhar como comentarista.

### Como gerente de futebol
Após 29 anos, Mozer voltou ao Brasil para trabalhar como gerente de futebol do Flamengo. Mas acabou saindo do cargo em 2018.

## Seleção brasileira
No Brasil Mozer fez sua estreia em 29 de junho de 1983 contra o Chile , permanecendo na seleção por 11 anos, disputando a última partida em 1994 em um amistoso na França. Com sua seleção nacional, ele participou da Itália 1990 .
Mozer disputou a Copa América de 1983 (na qual foi vice-campeão) e também jogou a Copa de 1990. Na competição sediada pela Itália, iniciou como titular, mas perdeu a vaga nas oitavas de final. Após dois cartões amarelos, Mozer foi suspenso para o jogo da terceira rodada. Mozer não jogou na derrota das oitavas de final para a Argentina.
No total, participou de 36 jogos pela Seleção Brasileira entre 1983 e 1994, não participando das Copas de 1986, no México, e de 1994, nos Estados Unidos, ambas uma contusão - nesta última, foi substituído por Aldair. Sobre a ausência na Copa de 1994, o ex-zagueiro disse que havia sido excluído "deliberadamente" da relação de 22 jogadores — oficialmente, uma hepatite foi a causa de seu afastamento.

## Estatísticas
Até 18 de janeiro de 2012.

### Como jogador

#### Clubes
| Clube             | Temporada         | Campeonato nacional | Campeonato nacional | Campeonato nacional | Campeonato carioca | Campeonato carioca | Campeonato carioca | Competições continentais[a] | Competições continentais[a] | Competições continentais[a] | Outros torneios[b] | Outros torneios[b] | Outros torneios[b] | Total | Total | Total   |
| Clube             | Temporada         | Jogos               | Gols                | Assist.             | Jogos              | Gols               | Assist.            | Jogos                       | Gols                        | Assist.                     | Jogos              | Gols               | Assist.            | Jogos | Gols  | Assist. |
| ----------------- | ----------------- | ------------------- | ------------------- | ------------------- | ------------------ | ------------------ | ------------------ | --------------------------- | --------------------------- | --------------------------- | ------------------ | ------------------ | ------------------ | ----- | ----- | ------- |
| Flamengo          | 1980              | —                   | —                   | —                   | 0+1                | 0                  | 0                  | —                           | —                           | —                           | 0                  | 0                  | 0                  | 9     | 0     | 0       |
| Flamengo          | 1981              | 2+1                 | 0                   | 0                   | 26+2               | 2                  | 0                  | 12                          | 0                           | 0                           | 0                  | 0                  | 0                  | 47    | 2     | 0       |
| Flamengo          | 1982              | 17                  | 1                   | 0                   | 6+1                | 0                  | 0                  | 1                           | 0                           | 0                           | 0                  | 0                  | 0                  | 34    | 2     | 0       |
| Flamengo          | 1983              | 10                  | 1                   | 0                   | 23+1               | 1                  | 0                  | 2+1                         | 0                           | 0                           | 0                  | 0                  | 0                  | 45    | 2     | 0       |
| Flamengo          | 1984              | 18                  | 3                   | 0                   | 19                 | 0                  | 0                  | 10                          | 3                           | 0                           | 0                  | 0                  | 0                  | 50    | 6     | 0       |
| Flamengo          | 1985              | 17                  | 1                   | 0                   | 18                 | 1                  | 0                  | —                           | —                           | —                           | 0                  | 0                  | 0                  | 43    | 4     | 0       |
| Flamengo          | 1986              | 24                  | 2                   | 0                   | 3                  | 0                  | 0                  | —                           | —                           | —                           | 0                  | 0                  | 0                  | 30    | 2     | 0       |
| Flamengo          | 1987              | —                   | —                   | —                   | 21                 | 3                  | 0                  | —                           | —                           | —                           | 0                  | 0                  | 0                  | 34    | 3     | 0       |
| Flamengo          | Total             | 88+1                | 8                   | 0                   | 116+5              | 7                  | 0                  | 25+1                        | 3                           | 0                           | 0                  | 0                  | 0                  | 292   | 21    | 0       |
| Total na carreira | Total na carreira | 0                   | 0                   | 0                   | 0                  | 0                  | 0                  | 0                           | 0                           | 0                           | 0                  | 0                  | 0                  | 292   | 21    | 0       |

- a. ^ Jogos da Copa Libertadores da América
- b. ^ Jogos da Copa Intercontinental

| Data                   | Local                                    | Resultado | Adversário        | Gols | Assist. | Competição                           |
| ---------------------- | ---------------------------------------- | --------- | ----------------- | ---- | ------- | ------------------------------------ |
| Flamengo               |                                          |           |                   |      |         |                                      |
| 3 de julho de 1981     | Mineirão, Belo Horizonte, Brasil         | 2–2       | Atlético Mineiro  | 0    | 0       | Copa Libertadores da América de 1981 |
| 14 de julho de 1981    | Maracanã, Rio de Janeiro, Brasil         | 5–2       | Cerro Porteño     | 0    | 0       | Copa Libertadores da América de 1981 |
| 7 de agosto de 1981    | Maracanã, Rio de Janeiro, Brasil         | 2–2       | Atlético Mineiro  | 0    | 0       | Copa Libertadores da América de 1981 |
| 11 de agosto de 1981   | Defensores del Chaco, Assunção, Paraguai | 4–2       | Cerro Porteño     | 0    | 0       | Copa Libertadores da América de 1981 |
| 14 de agosto de 1981   | Defensores del Chaco, Assunção, Paraguai | 0–0       | Olimpia           | 0    | 0       | Copa Libertadores da América de 1981 |
| 21 de agosto de 1981   | Serra Dourada, Goiânia, Brasil           | 0–0       | Atlético Mineiro  | 0    | 0       | Copa Libertadores da América de 1981 |
| 15 de setembro de 1981 | Maracanã, Rio de Janeiro, Brasil         | 2–0       | Boca Juniors      | 0    | 0       | Amistoso                             |
| 2 de outubro de 1981   | Pascual Guerrero, Cáli, Colômbia         | 1–0       | Deportivo Cali    | 0    | 0       | Copa Libertadores da América de 1981 |
| 13 de outubro de 1981  | Félix Capriles, Cochabamba, Bolívia      | 2–1       | Jorge Wilstermann | 0    | 0       | Copa Libertadores da América de 1981 |
| 23 de outubro de 1981  | Maracanã, Rio de Janeiro, Brasil         | 3–0       | Deportivo Cali    | 0    | 0       | Copa Libertadores da América de 1981 |
| 13 de novembro de 1981 | Maracanã, Rio de Janeiro, Brasil         | 2–1       | Cobreloa          | 0    | 0       | Copa Libertadores da América de 1981 |
| 20 de novembro de 1981 | Estádio Nacional, Santiago, Chile        | 0–1       | Cobreloa          | 0    | 0       | Copa Libertadores da América de 1981 |
| 23 de novembro de 1981 | Estádio Centenário, Montevidéu, Uruguai  | 2–0       | Cobreloa          | 0    | 0       | Copa Libertadores da América de 1981 |
| 13 de dezembro de 1981 | Estádio Nacional, Tóquio, Japão          | 3–0       | Liverpool         | 0    | 0       | Copa Europeia/Sul-Americana de 1981  |

#### Seleção Brasileira
Abaixo estão listados todos jogos e gols do futebolista pela Seleção Brasileira. Abaixo da tabela, clique em expandir para ver a lista detalhada dos jogos de acordo com a categoria selecionada.
Seleção principal

| Ano   |       |      |         |       |
| Ano   | Jogos | Gols | Assist. | Média |
| ----- | ----- | ---- | ------- | ----- |
| 1983  | 9     | 0    | 0       | 0     |
| 1984  | 3     | 0    | 0       | 0     |
| 1985  | 6     | 0    | 0       | 0     |
| 1986  | 5     | 0    | 0       | 0     |
| 1989  | 2     | 0    | 0       | 0     |
| 1990  | 4     | 0    | 0       | 0     |
| 1992  | 2     | 0    | 0       | 0     |
| 1993  | 1     | 0    | 0       | 0     |
| 1994  | 2     | 0    | 0       | 0     |
| Total | 34    | 0    | 0       | 0     |

## Títulos

### Como jogador
Flamengo
- Copa Intercontinental: 1981
- Copa Libertadores da América: 1981
- Campeonato Brasileiro: 1980, 1982, 1983
- Campeonato Carioca: 1981, 1986
- Taça Guanabara: 1980, 1981, 1982, 1984
- Taça Rio: 1983, 1985, 1986

Benfica
- Campeonato Português: 1988-89, 1993-94
- Taça de Portugal: 1992-93

Olympique de Marseille
- Campeonato Francês: 1989-90, 1990-91, 1991-92

Kashima Antlers
- Campeonato Japonês: 1996

### Honrarias
- Time de todos os tempos do Olympique de Marseille[10]

### Videografia
- DVD, Les Légendes de l'OM, 2011, (As Lendas do OM) Éditions France Télévisions Distribution
  - Carlos Mozer, l'empreinte du géant, filme de Antony Fayada, 27 minutos. (Carlos Mozer, a pegada do gigante)[11]